# Hå
Hå est une kommune de Norvège. Elle est située dans le comté de Rogaland.

## Transport

### Chemin de fer
Hå est traversé par la ligne de Jær qui relie Eigersund à Stavanger. La commune ne compte pas moins de six gares, toutes desservies, dans différentes localités dont les gares de Varhaug (située dans la localité de Varhaug qui est le centre administratif de la commune) et celle de Nærbø, située dans la localité de Nærbø (6 437 habitants). Les quatre autres gares se situent dans des villages (Sirevåg, Ogna, Brusand et Vigrestad).